# Begonia aconitifolia
Begonia aconitifolia es una especie de planta perenne perteneciente a la familia Begoniaceae. Es originaria de Sudamérica.

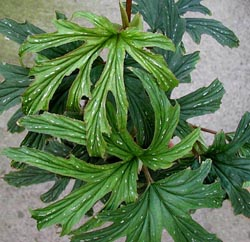
Vista de la planta

## Distribución
Se encuentra en Brasil en la Mata Atlántica en Río de Janeiro.

## Taxonomía
Begonia aconitifolia fue descrita por Alphonse Pyrame de Candolle y publicado en Annales des Sciences Naturelles; Botanique, série 4 11: 127. 1859.
Etimología
Begonia: nombre genérico, acuñado por Charles Plumier, un referente francés en botánica, honra a Michel Bégon, un gobernador de la excolonia francesa de Haití, y fue adoptado por Linneo.
aconitifolia: epíteto derivado de la palabra griega ακονιτον, aconitum = "acónito" y del término latino folius = "hoja".
Sinonimia
- Begonia faureana Garnier
- Begonia faureana var. argentea Linden
- Begonia faureana var. metallica Rodigas
- Begonia kimusiana C.Chev.
- Begonia sceptrum Rodigas[4]

Híbrido
- Begonia × credneri F.Haage & E.Schmidt